# Orychophragmus
Orychophragmus é um género botânico pertencente à família Brassicaceae.

## Espécies
- Orychophragmus limprichtianus (Pax) Al-Shehbaz & G. Yang[1]
- Orychophragmus violaceus (Linnaeus) O. E. Schulz[1]